# Kuverwasser
Kuverwasser ist Sickerwasser, das an der Landseite eines Deiches austritt. Es wird auch als Köhrwasser, Quellwasser, Drängewasser, Druckwasser oder Schweißwasser bezeichnet. Es erscheint bei länger andauerndem Hochwasser an der Rückseite der Deiche und lässt das Hinterland versumpfen. Die Böschung des Deiches kann in Gefahr geraten, sie kann zu fließen beginnen und abrutschen. Die Gefahr des Deichbruchs wird besonders groß, wenn der Deich Wurzeln oder Wühltiergänge enthält oder wenn er sehr durchlässig ist.
Qualmwasser ist das im Gelände hinter dem Deich sprudelnd austretende Wasser.